# Sigiliile statelor componente ale Statelor Unite ale Americii
Format:Insemne state SUA
Sigiliile statelor componente ale Statelor Unite ale Americii prezintă o varietate foarte largă de influențe regionale, sugerând prin diverse culori și principii de design diferite atât istoria și geografia locală, dar și frumusețile și bogățiile statului.  Toate cele 50 de state ale Statelor Unite ale Americii au sigilii puternic individualizate și complet diferite de sigiliul statului federal. 

## StateleStatelor Unite ale Americii

Sigiliul statului Alabama
Sigiliul statului Alaska
Sigiliul statului Arizona
Sigiliul statului Arkansas
Sigiliul statului California
Sigiliul statului Colorado
Sigiliul statului Connecticut
Sigiliul statului Delaware
Sigiliul statului Florida
Sigiliul statului Georgia
Sigiliul statului Hawaii
Sigiliul statului Idaho
Sigiliul statului Illinois
Sigiliul statului Indiana
Sigiliul statului Iowa
Sigiliul statului Kansas
Sigiliul statului Kentucky
Sigiliul statului Louisiana
Sigiliul statului Maine
Sigiliul statului Maryland
Sigiliul statului Massachusetts
Sigiliul statului Michigan
Sigiliul statului Minnesota
Sigiliul statului Mississippi
Sigiliul statului Missouri
Sigiliul statului Montana
Sigiliul statului Nebraska
Sigiliul statului Nevada
Sigiliul statului New Hampshire
Sigiliul statului New Jersey
Sigiliul statului New York
Sigiliul statului North Carolina
Sigiliul statului Ohio
Sigiliul statului Oklahoma
Sigiliul statului Oregon
Sigiliul statului Pennsylvania
Sigiliul statului Rhode Island
Sigiliul statului South Carolina
Sigiliul statului South Dakota
Sigiliul statului Tennessee
Sigiliul statului Texas
Sigiliul statului Utah
Sigiliul statului Vermont
Sigiliul statului Virginia
Sigiliul statului Washington
Sigiliul statului West Virginia
Sigiliul statului Wisconsin
Sigiliul statului Wyoming

## District of Columbia

Sigiliul District of Columbia

## Zone insulare

Sigiliul teritoriului America Samoa
Sigiliul teritoriului Guam
Sigiliul teritoriului Insulelor Mariane de Nord
Sigiliul teritoriului Puerto Rico
Sigiliul teritoriului US Virgin Islands

## Vedeți și
- Marele Sigiliu al Statelor Unite ale Americii
- Steagurile statelor componente ale Statelor Unite ale Americii
- Liste de însemne ale statelor componente ale Statelor Unite ale Americii